# Krzysztof Radziwiłł (1585–1640)
Krzysztof II Radziwiłł herbu Trąby (ur. 22 marca 1585, zm. 19 listopada 1640 w Świadości) – książę z birżańskiej linii Radziwiłłów, hetman polny litewski od 1615, kasztelan i wojewoda wileński od 1633, hetman wielki litewski od 1635, marszałek sejmu konwokacyjnego 1632 roku. Wyznawca i protektor kalwinizmu na Litwie, wódz.

## Rodzina i wykształcenie
Syn Krzysztofa Mikołaja Radziwiłła Pioruna i jego trzeciej żony Katarzyny z Tęczyńskich (1 voto księżnej Olelkowicz-Słuckiej). Miał trzech przyrodnich braci ze strony matki oraz jednego ze strony ojca, Janusza Radziwiłła. Miał jedną siostrę, Elżbietę, żonę Lwa Sapiehy. Choć matka i siostra były katoliczkami, on sam był wychowywany w kalwinizmie, religii swojego ojca.
Odebrał staranne wykształcenie na protestanckich uczelniach na zachodzie: Heidelbergu i Lipsku, obył także podróż odwiedzając inne protestanckie uczelnie w Bazylei, Niderlandach i Francji.

## Działalność publiczna
W młodości u boku ojca uczestnik wojny ze Szwecją za Gustawa Adolfa. Pierwszy raz samodzielnie dowodził broniąc Inflant w 1608 roku podczas wojny ze Szwecją w latach 1600–1611.
Był marszałkiem koła poselskiego sejmiku generalnego Wielkiego Księstwa Litewskiego w 1615 i 1618 roku. 
Poseł na sejm 1606 roku, sejm 1615 roku, sejm 1618 roku z powiatu wiłkomierskiego, poseł na sejm 1616 roku z powiatu nowogródzkiego, poseł na sejm zwyczajny 1623 roku. Poseł powiatu słonimskiego na sejm 1620 roku. Poseł powiatu nowogródzkiego na sejm 1624 roku i sejm nadzwyczajny 1626 roku. Poseł powiatu wiłkomierskiego na sejm 1625 roku, sejm zwyczajny 1626 roku, sejm nadzwyczajny 1629 roku. Poseł na sejm zwyczajny 1629 roku z powiatu upickiego. Poseł powiatu lidzkiego na sejm 1631 roku. Poseł na sejm konwokacyjny 1632 roku z powiatu wileńskiego. 
Walczył w wojnie z Rosją 1609-1618. Podczas walk ze Szwedami w latach 1617-1618 wykazał się energią i talentem, odzyskując większość utraconych wcześniej twierdz.
Podczas wojny ze Szwecją w latach 1621-1626, mając tylko kilkuset ludzi, nie zdołał w 1621 roku obronić Rygi. W 1622 roku odparł pod Mitawą atak przeważających sił szwedzkich, którymi dowodził sam Gustaw Adolf. Choć odzyskał Kurlandię, podpisał rozejm ze Szwecją i od tego momentu zaczął się jego konflikt z królem Zygmuntem III Wazą. Przywódca antykrólewskiej opozycji na Litwie za panowania Zygmunta Wazy, pomijany przy rozdawaniu wakansów.
Poseł powiatu wiłkomierskiego na sejm warszawski 1626 roku. Poseł województwa nowogródzkiego na sejm toruński 1626 roku (nie przybył). Był członkiem konfederacji generalnej zawiązanej 16 lipca 1632 roku. Był elektorem Władysława IV Wazy z województwa wileńskiego w 1632 roku, podpisał jego pacta conventa.
Wyróżnił się w wojnie smoleńskiej 1632–1634 z Rosją. Przez kilka miesięcy na czele słabej Armii Wielkiego Księstwa Litewskiego operował wokół oblężonego Smoleńska, kilkakrotnie wprowadzając do twierdzy posiłki i zaopatrzenie. Śmiałymi działaniami dał czas na nadejście głównej armii polskiej króla Władysława IV. Po nadejściu odsieczy brał udział w osaczeniu rosyjskiej armii i doprowadzeniu jej do kapitulacji. Następnie przeprowadził śmiały rajd jazdy w głąb terytorium Rosji. Nagrodzony buławą wielką litewską zbliżył się do dworu. Z zastrzeżeniami popierał wojenne plany Władysława IV.

## Działalność wyznaniowa
Był przez całe życie gorliwym ewangelikiem reformowanym i hojnym patronem Jednoty Wileńskiej, która nazywała go "panem i pierwszym po Bogu obrońcą." W przeciwieństwie do wielu magnatów uczestniczył w synodach kalwińskich - był dyrektorem synodów w 1614 i 1627. O jego ochronę zabiegały także kościoły kalwińskie w Koronie.
Był dbały o uposażenie zarówno pastorów kalwińskich w swoich posiadłościach, jak i o budowę nowych kościołów kalwińskich. W 1631 roku ufundował w Kiejdanach razem z żoną, Anną z Kiszków, nowy, monumentalny murowany zbór kalwiński, plebanię, gimnazjum, mieszkanie dla nauczyciela oraz szpital (przytułek dla ubogich) oraz obdarowali je kwotą 2000 złp.
Bardzo ciężko przeżył proces o zbór wileński w 1640 roku, w którym wyrokiem królewskim Władysław IV nie tylko nie ukarał sprawców napadu na zbór, ale nakazał jego przeniesienie za mury miejskie i zakazał czynności duszpasterskich pastorom w obrębie miasta. Uczestniczył jako świadek ze strony swoich współwyznawców w dekrecie o wykonaniu wyroku. Zdaniem współczesnych zmarł załamany obrotem sprawy. 
Jego przywiązanie do kalwinizmu było powodem tego, że Zygmunt III Waza latami blokował jego nominację do senatu. Do tego ostatniego awansował go dopiero Władysław IV Waza. 
Pomimo głębokiego kalwinizmu, był osobą tolerancyjną, przyjaźniąc się np. z biskupem Eustachym Wołłowiczem. Podczas sejmów w 1611 i 1632 zrezygnował z forsowania postulatów swoich wyznawców, gdy katolicy zagrozili zerwaniem sejmów. 

## Rodzina i potomstwo
W 1606 roku poślubił współwyznawczynie Annę z Kiszków (zm. 1642), dziedziczkę ogromnych włości, w skład których wchodziły m.in. Kiejdany. Z ich czworga dzieci przeżyło dwoje.
1. Janusz Radziwiłł (1612-1655)
2. Katarzyna (1614-1674) żona Jerzego Karola Hlebowicza.

Sprawował także opiekę majątkową i potem osobistą nad bratankiem Bogusławem Radziwiłłem. Był bardzo związany ze swoją córką Katarzyną, równie co on zaangażowaną w sprawy wyznaniowe.

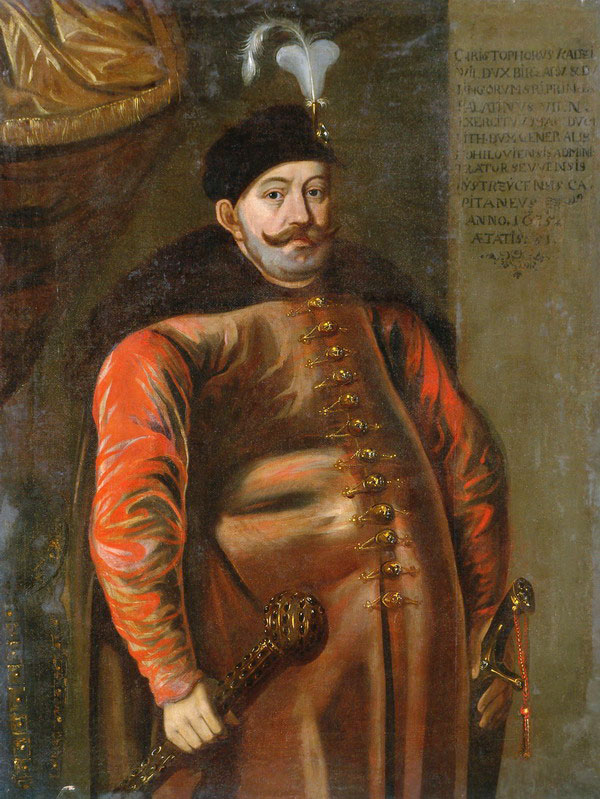
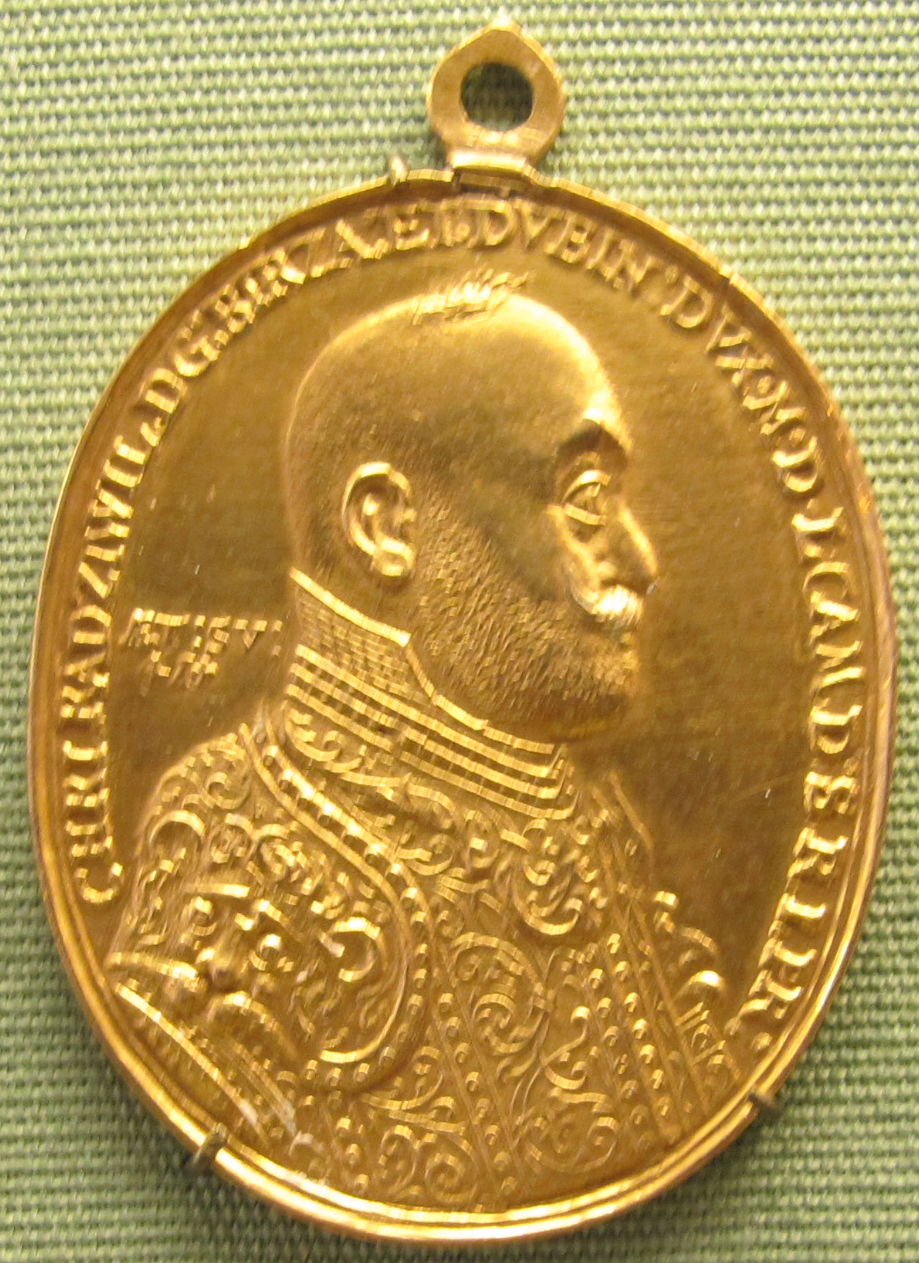
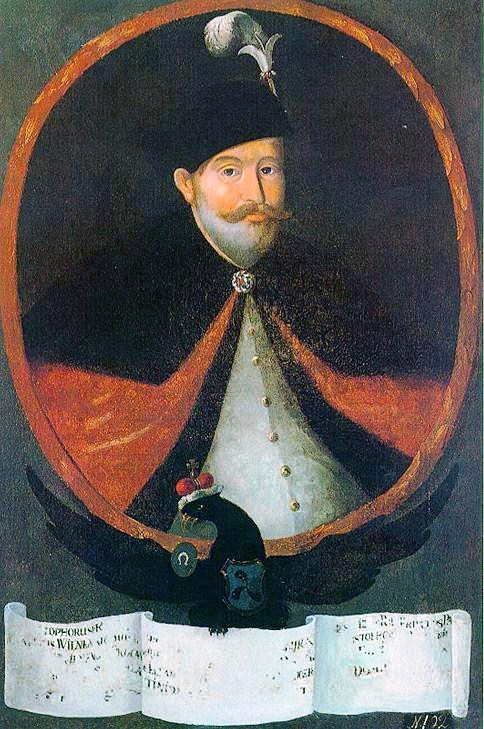